# Иваншиц, Андреас
А́ндреас Ива́ншиц (нем. Andreas Ivanschitz; 15 октября 1983, Айзенштадт, Австрия) — австрийский футболист, полузащитник. С 2003 по 2014 годы играл в составе сборной Австрии, участник чемпионата Европы 2008 года.

## Клубная карьера
Андреас Иваншиц родился в семье градищанских хорватов, компактно проживающих в Бургенланде. Заниматься футболом он начал в местной команде «Баумгартен», где провёл в общей сложности 9 лет (1989—1998). Затем скауты столичного клуба «Рапид» заметили его талант и в 1998 году Иваншиц заключил свой первый профессиональный контракт с чемпионами Австрии. Ему было всего 16 лет, когда он впервые вышел на поле в футболке «Рапида» — в кубковом матче против «Рансхофена» 26 октября 1999 года. В австрийской бундеслиге Иваншиц дебютировал в 2000 году, в матче с «Зальцбургом». В последующие годы в 177 матчах за венский клуб он забил 27 мячей, стал обладателем чемпионского титула в сезоне 2004/05. В 2003 году Андреас Иваншиц был признан лучшим футболистом года в Австрии.
В январе 2006 года футболист перешёл в «Ред Булл» из Зальцбурга, но пробыл там всего половину сезона — уже в августе он отправился на правах аренды в один из ведущих греческих клубов — афинский «Панатинаикос». По окончании срока аренды, 20 июня 2008 года Иваншиц согласился подписать с «Панатинаикосом» новое постоянное соглашение. В августе 2009 года перешёл в клуб немецкой Бундеслиги «Майнц 05», сначала на правах аренды, а в 2011 году права на Иваншица были выкуплены «Майнцом» полностью.
10 июня 2013 года Иваншиц перешёл в испанский «Леванте». 11 июня 2015 покинул «Леванте». Стороны договорились о расторжении соглашения.
4 августа 2015 года Иваншиц был подписан клубом MLS «Сиэтл Саундерс».
В январе 2017 года перешёл в чешский клуб «Виктория Пльзень», подписав контракт до лета 2018 года.
В ноябре 2018 года Иваншиц объявил о завершении карьеры футболиста.

## Карьера в сборной
В национальной сборной Австрии Иваншиц дебютировал 26 марта 2003 года в матче против Греции, он был вызван в команду тогдашним тренером сборной Хансом Кранклем. В отборочном матче чемпионата Европы против сборной Чехии, прошедшем 11 октября 2003 года, Иваншиц впервые надел капитанскую повязку сборной и стал таким образом в возрасте 19 лет и 361 дня самым молодым капитаном в истории национальной сборной Австрии.

## Достижения
Командные
 Рапид (Вена)
- Чемпион Австрии: 2004/05
- Финалист Кубка Австрии: 2004/05

 Панатинаикос
- Финалист Кубка Греции: 2006/07

 Сиэтл Саундерс
- Чемпион MLS: 2016

 Виктория (Пльзень)
- Чемпион Чехии: 2017/18

Личные
- Лучший футболист года в Австрии: 2003